# 小行星3243
小行星3243（3243 Skytel）是一颗围绕太阳公转的小行星。1980年2月19日，哈佛天文台在哈佛大学天文台发现了此天体。
該小行星以天文月刊《天空與望遠鏡》命名。
这颗小行星的绝对星等为288.8933501344623等。